# 梁延嗣
梁延嗣（890年—976年），五代十国京兆长安人，《三楚新録》作復州景陵（今湖北省天门市）人，后唐、荆南、北宋官员。
后唐同光年间，梁延嗣率兵守复州监利。高季興朝觐后唐，唐庄宗想要暗中圖谋，于是高季兴称病而歸，出兵攻打監利、星沙二縣，梁延嗣兵敗，被高季兴所獲。高季兴对他加以委任。高從誨即位，擢升爲大校，承制授歸州刺史。又領復州團練使，掌親軍。歷事高保融、高保勗。授檢校司空、领绵州刺史，充衙内马步军都指挥使。
高保勗病重，对梁延嗣说：“我疾病不起，兄弟中谁能托付後事者？”梁延嗣说：“主公不念先王貞懿王（高保融）吗？先王病重，以軍府托付主公，今先王子高繼沖已经长大了。”高保勗同意了，以高繼沖判内外兵馬。
高繼沖納土，梁延嗣、孫光憲参与劝说，又率荆南水军跟随慕容延钊作战，宋太祖任命他为復州防禦使，充湖南前軍步軍都指揮使兼排陳使。因朝廷郊禮，从復州入朝，宋太祖对他加以慰撫：“使高氏不失富貴，是你的功劳。”改任濠州防禦使，有政绩，皇帝下詔書表扬。梁延嗣知書好士。得暴病，在城隍神祈禳，当天晚上，夢到神人告诉他九九之數，不久病好了。开宝九年（976年），八十一岁时去世。